# Papuagrion fraterculum
Papuagrion fraterculum – gatunek ważki z rodziny łątkowatych (Coenagrionidae).